# Lord Jeff
Lord Jeff is een Amerikaanse dramafilm uit 1938 onder regie van Sam Wood.

## Verhaal
Geoffrey is een verwend jongetje. Hij gaat op een dag op stap met twee kruimeldieven. Ze stelen bij juweliers, terwijl hij zich voordoet als een edelman. Tijdens zo'n diefstal wordt Geoffrey gevat. Hij wordt naar een heropvoedingsschool voor matrozen gestuurd. Daar sluit hij vriendschap met Terry O'Mulvaney.

## Rolverdeling
| Acteur              | Personage        |
| ------------------- | ---------------- |
| Freddie Bartholomew | Geoffrey Braemer |
| Mickey Rooney       | Terry O'Mulvaney |
| Charles Coburn      | Kapitein Briggs  |
| Herbert Mundin      | Bosun Jelks      |
| Terry Kilburn       | Albert Baker     |
| Gale Sondergaard    | Doris Clandon    |
| Peter Lawford       | Benny Potter     |
| Walter Tetley       | Tommy Thrums     |
| Peter Ellis         | Ned Saunders     |
| George Zucco        | James Hampstead  |
| Matthew Boulton     | Inspecteur Scott |
| John Burton         | John Cartwright  |
| Emma Dunn           | Mevrouw Briggs   |
| Monty Woolley       | Juwelier         |
| Gilbert Emery       | Magistraat       |